# Brachyplatystoma vaillantii
Brachyplatystoma vaillantii es una especie de pez de la familia Pimelodidae en el orden de los Siluriformes.

## Morfología
Los machos pueden llegar alcanzar los 150 cm de longitud total y 20 kg de peso.

## Hábitat
Es un pez  demersal y de clima tropical.

## Distribución geográfica
Se encuentran en Sudamérica:  cuencas de los ríos  Amazonas y Orinoco, y, también, los principales ríos de las Guayanas y del noreste de Brasil.